# آرشي كامبل (لاعب كرة قاعدة)
آرشي كامبل (بالإنجليزية: Archie Campbell)‏ هو لاعب كرة قاعدة أمريكي، ولد في 20 أكتوبر 1903 في Maplewood, New Jersey ‏ في الولايات المتحدة، وتوفي في 22 ديسمبر 1989 في سباركس في الولايات المتحدة.

## وصلات خارجية
- آرشي كامبل على موقعبيزبول رفرنس.كوم (الدوري الرئيسي) (الإنجليزية)
- آرشي كامبل على موقعبيزبول رفرنس.كوم (الدوري الثانوي) (الإنجليزية)